# Anolis aquaticus
Espèce
Synonymes
- Norops aquaticus (Taylor, 1956)

Anolis aquaticus, aussi appelé anole d'eau, est une espèce de sauriens de la famille des Dactyloidae. Originaire d'Amérique centrale, ce lézard montre des adaptations lui permettant rester une quinzaine de minutes sous l'eau en formant une bulle qui reste collée à sa tête et sert à recycler sa réserve d'air pendant la plongée.

## Répartition
Cette espèce se rencontre principalement au Costa Rica et au Panama.

## Mode de vie
Les anoles semi-aquatiques sont des lézards qui n’hésitent pas à plonger dans les cours d’eau pour échapper à leurs prédateurs. Ils peuvent s’y cacher pendant plus d’un quart d’heure grâce à une technique unique chez les vertébrés : l’utilisation de bulles en guise de bouteilles de plongée. Sous l’eau, leur peau hydrophobe entraine la création d’une fine pellicule d’air à la surface du corps. Une partie de cet air se mélange avec celui que les lézards expirent, formant une bulle au niveau des narines ; après quoi le tout peut être réinspiré. Tous les mécanismes en jeu ne sont pas encore connus, mais une étude menée au Costa Rica vient de montrer que ces bulles augmentaient de 32 % le temps de plongée du lézard Anolis aquaticus. Un gain de temps précieux pour échapper aux serpents et aux oiseaux!

## Publications originales
- Taylor, 1956 : A review of the lizards of Costa Rica. The University of Kansas science Bulletin, vol. 38, no 1, p. 3-322 (texte intégral).
- Swierk L., 2024 – “Novel rebreathing adaptation extends dive time in a semi-aquatic lizard”, Biology Letters, 20(9). (DOI 10.1098/rsbl.2024.0371)